# Поромна переправа Варна — Чорноморськ

Поромна переправа Варна — Чорноморськ  — залізнична поромна переправа, яка з'єднує морські порти Варна (Болгарія) і Чорноморськ (Україна). Відстань — 550 км. В експлуатації з 1978 року.
На кінець 1980-х років щорічний обсяг перевезень становив понад 10 мільйонів тонн. Курсувало 8 спеціалізованих двопалубних суден ємністю 110 вагонів кожне.